# AFF Championship 2007
L'AFF Championship 2007 fu la sesta edizione dell'AFF Cup. Il torneo, già noto come Tiger Cup, fu ridenominato per l'occasione dopo la cessazione del contratto di sponsorizzazione con l'azienda Tiger Beer. La fase a gironi fu ospitata da Singapore e dalla Thailandia e vi presero parte le nazionali del Sud-est asiatico.

## Partecipanti

### Qualificate automaticamente
- Indonesia
- Malaysia
- Birmania
- Singapore
- Thailandia
- Vietnam

### Dal torneo di qualificazione
- Laos
- Filippine

## Primo turno

### Gruppo A
| Data            | Luogo   | Squadra 1  | Risultato | Squadra 2 |
| --------------- | ------- | ---------- | --------- | --------- |
| 12 gennaio 2007 | Bangkok | Malaysia   | 4 - 0     | Filippine |
| 12 gennaio 2007 | Bangkok | Thailandia | 1 - 1     | Birmania  |
| 14 gennaio 2007 | Bangkok | Malaysia   | 0 - 0     | Birmania  |
| 14 gennaio 2007 | Bangkok | Thailandia | 4 - 0     | Filippine |
| 16 gennaio 2007 | Bangkok | Birmania   | 0 - 0     | Filippine |
| 16 gennaio 2007 | Bangkok | Thailandia | 1 - 0     | Malaysia  |

| squadra    | P.ti | G | V | N | P | GF | GS | DR |
| ---------- | ---- | - | - | - | - | -- | -- | -- |
| Thailandia | 7    | 3 | 2 | 1 | 0 | 6  | 1  | +5 |
| Malaysia   | 4    | 3 | 1 | 1 | 1 | 4  | 1  | +3 |
| Birmania   | 3    | 3 | 0 | 3 | 0 | 1  | 1  | 0  |
| Filippine  | 1    | 3 | 0 | 1 | 2 | 0  | 8  | -8 |

### Gruppo B
| Data            | Luogo     | Squadra 1 | Risultato | Squadra 2 |
| --------------- | --------- | --------- | --------- | --------- |
| 13 gennaio 2007 | Singapore | Indonesia | 3 - 1     | Laos      |
| 13 gennaio 2007 | Singapore | Singapore | 0 - 0     | Vietnam   |
| 15 gennaio 2007 | Singapore | Indonesia | 1 - 1     | Vietnam   |
| 15 gennaio 2007 | Singapore | Singapore | 11 - 0    | Laos      |
| 17 gennaio 2007 | Singapore | Vietnam   | 9 - 0     | Laos      |
| 17 gennaio 2007 | Singapore | Singapore | 2 - 2     | Indonesia |

| squadra   | P.ti | G | V | N | P | GF | GS | DR  |
| --------- | ---- | - | - | - | - | -- | -- | --- |
| Singapore | 5    | 3 | 1 | 2 | 0 | 13 | 2  | +11 |
| Vietnam   | 5    | 3 | 1 | 2 | 0 | 10 | 1  | +9  |
| Indonesia | 5    | 3 | 1 | 2 | 0 | 6  | 4  | +2  |
| Laos      | 0    | 3 | 0 | 0 | 3 | 1  | 23 | -22 |

## Scontri a eliminazione diretta

### Semifinali

#### Andata
| Arbitro: | Wan Daxue |

|                           |           |                   |
| Mohammad Hardi Jaafar 57’ | Marcatori | 73’ Noh Alam Shah |

| Arbitro: | Jimmy Napitupulu |

|  |           |                                            |
|  | Marcatori | 28’ Datsakorn Thonglao 81’ Pipat Thonkanya |

#### Ritorno
| Arbitro: | Cheung Yim Yau |

|                      |                      |                            |
| Muhammad Ridhuan 74’ | Marcatori            | 57’ Eddy Helmi Abdul Manan |
|                      | Tiri di rigore 5 – 4 |                            |

| Bangkok 28 gennaio 2007, ore 19:00 | Thailandia        | 0 – 0 | Vietnam | Suphachalasai Stadium (35.000 spett.)\| Arbitro: \| Suresh Srinivasan \| |
| Arbitro:                           | Suresh Srinivasan |       |         |                                                                          |

### Finale

#### Andata
| Arbitro: | Chappanimuthu Ravichandran |

|                                                |           |                     |
| Noh Alam Shah 17’ Mustafic Fahrudin 83’ (rig.) | Marcatori | 50’ Pipat Thonkanya |

#### Ritorno
| Arbitro: | Jimmy Napitupulu |

|                     |           |                  |
| Pipat Thonkanya 81’ | Marcatori | 49’ Khairul Amri |

## Classifica marcatori
10 gol
- Noh Alam Shah

4 gol
- Pipat Thonkanya
- Phan Thanh Bình

3 gol
- Sarayoot Chaikamdee
- Lê Công Vinh

2 gol
- Atep
- Saktiawan Sinaga
- Hairuddin Omar
- Muhammad Ridhuan
- Khairul Amri
- Nguyen Van Bien

1 gol
- Ilham Jaya Kesuma
- Zaenal Arief
- Sounthalay Xaysoungkham
- Mohammad Hardi Jaafar
- Eddy Helmi Abdul Manan
- Mohd Nizaruddin Yusof
- Si Thu Win
- Sharil Ishak
- Itimi Dickson
- Indra Sahdan Daud
- Mustafic Fahrudin

Autogol
- Supardi Nasir (Per il Vietnam)
- Antón del Rosario (Per la Malesia)